# Dienstplicht

Wereldkaart van de legervormen
Gegevens 2008
geen (eigen) leger
geen opkomstplicht (vrijwilligersleger/
beroepsleger)
opkomstplicht bestaat, maar minder dan 40% van de mannen wordt daadwerkelijk opgeroepen of minder dan 20% van de hele leeftijdsgroep (mannen en vrouwen)
opkomstplicht wordt binnen maximaal drie jaar afgeschaft
opkomstplicht
geen opgave

De dienstplicht of militaire dienst is de verplichting tot het tijdelijk vervullen van werkzaamheden door (een deel van) de bevolking. Meestal wordt de term dienstplicht gebruikt voor de militaire dienstplicht, waarbij jonge mensen (in de meeste landen alleen mannen), vaak miliciens genoemd, een tijdlang verplicht deel uitmaken van de krijgsmacht. Beroepsmilitairen spreken over zichzelf als in dienst ofwel in militaire dienst. Strikt juridisch is de dienstplicht een belasting in natura.
Het komt voor (dit hangt van het land af) dat mannen die hun dienstplicht hebben vervuld 'op herhaling' moeten. Dit betreft dan meestal een 'opfriscursus' van enkele weken.
De Middeleeuwse voorganger is de heervaart, de plicht van weerbare mannen om in oorlogstijd een bepaalde tijd krijgsdienst te verrichten voor de landsheer. De moderne dienstplicht nam een aanvang met de "levée en masse" in 1793 in het revolutionaire Frankrijk.

## Nederland

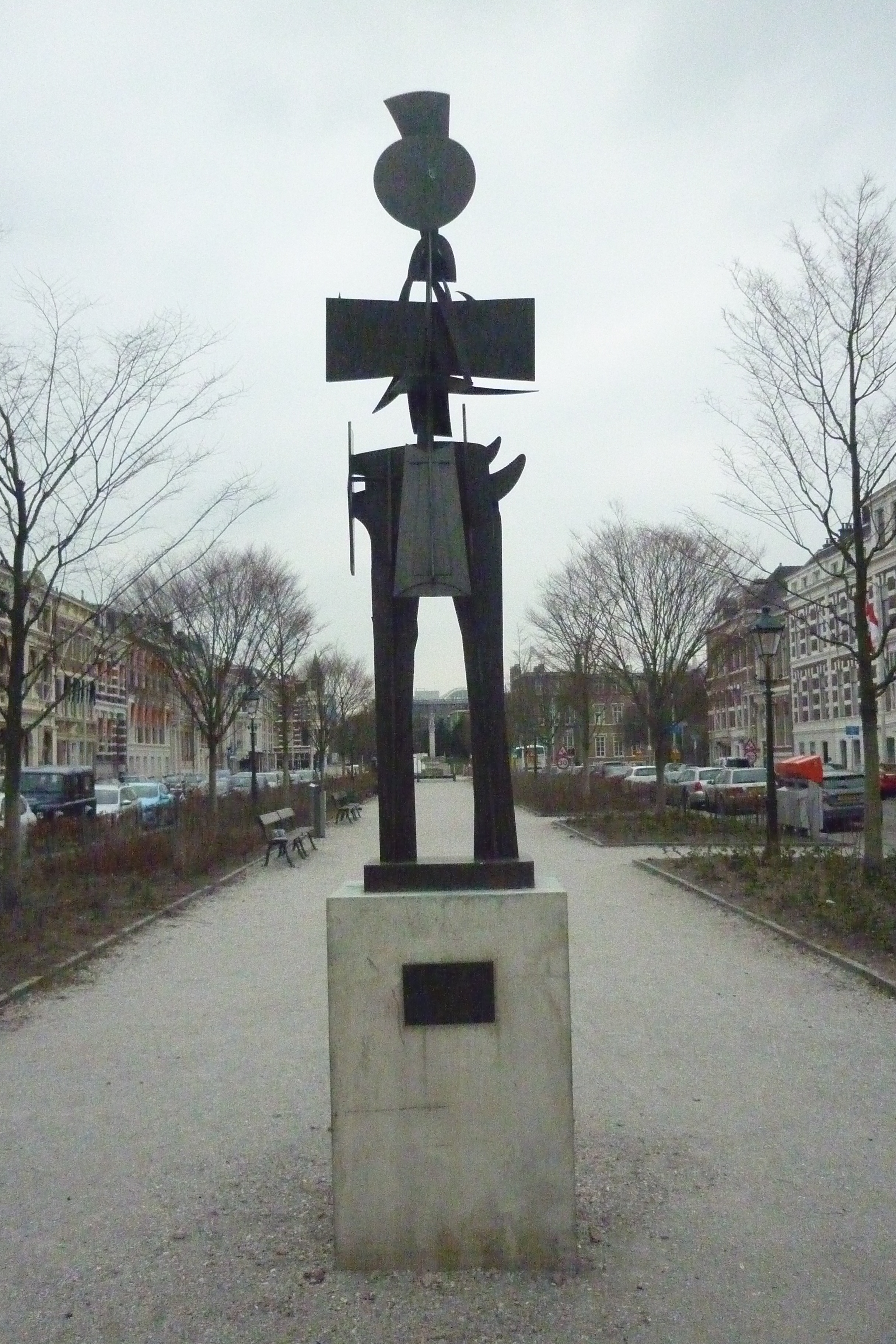
De Wachter (Nassauplein, Den Haag)
gemaakt door Shinkichi Tajiri, met de tekst:
Aangeboden ter gelegenheid van
HET EINDE VAN DE DIENSTPLICHT
door de belangenverenigingen van en voor dienstplichtigen
AVNM en VVDM, 31 augustus 1996

Iedere man en vrouw in Nederland tussen de 17 en 45 jaar oud heeft te maken met de dienstplicht. Sinds 1 mei 1997 is echter de opkomstplicht opgeschort, wat betekent dat zolang de regering de opkomstplicht niet heractiveert dienstplichtigen zich niet hoeven te melden, en gewoon kunnen blijven leven in de burgermaatschappij. De dienstplicht is niet afgeschaft, en daarom worden dienstplichtigen nog ingeschreven. Als dit gebeurt ontvangt de dienstplichtige een dienstplichtbrief met daarin uitleg over de dienstplicht en de melding dat de dienstplichtige niet verplicht is tot opkomst. De dienstplicht wordt geregeld in artikel 98 van de grondwet en in de Kaderwet dienstplicht.

### Geschiedenis

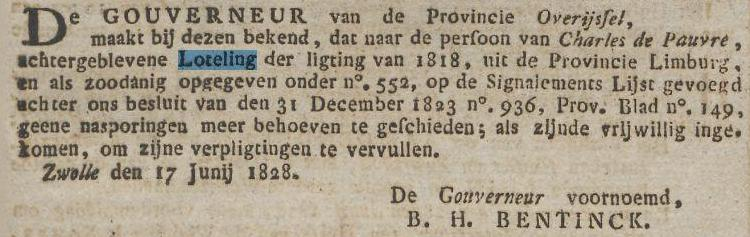
Herontdekte loteling (1828)

In Nederland werd de militaire dienstplicht, toentertijd "conscriptie" genaamd, in 1810 ingevoerd na inlijving van het Koninkrijk Holland in het Franse Keizerrijk. Iedere man van 20 jaar of ouder moest zich inschrijven. Door middel van loting werd bepaald wie dienst moest nemen (de loteling) in het Franse leger. Het systeem werd na de verdrijving van de Fransen en de stichting van het Verenigd Koninkrijk der Nederlanden in stand gehouden, de zogenaamde Nationale Militie. Tot 1898 kon iemand die ingeloot was echter een vervanger (remplaçant) inhuren. Na 1898 gold de persoonlijke dienstplicht. Later gold onder de Dienstplichtwet zoals die gold sinds 1922 de militaire dienstplicht voor alle mannen vanaf 18 jaar. Bepaalde personen waren bij wijze van uitzondering vrijgesteld van de vervulling van de militaire dienstplicht. Dit betrof onder meer afgestudeerden die bezig waren met een doctoraalonderzoek. Ook was er enige tijd een specifieke regeling voor vrijstelling van personen die een opleiding volgden tot paardenarts.
Uitstel, bijvoorbeeld vanwege studie, was mogelijk. Gewetensbezwaarden, mensen die principieel tegen het leger zijn, konden een vervangende dienstplicht vervullen in een andere sector. Dat was meestal in de zorg of welzijnswerk. 
In de jaren 1946 tot en met 1949 werden in totaal ongeveer 95.000 Nederlandse dienstplichtigen naar Indonesië gestuurd tijdens de Indonesische Onafhankelijkheidsoorlog. Hiervoor moest de grondwet gewijzigd worden om het mogelijk te maken dienstplichtigen ook tegen hun wil te kunnen sturen.
In 1966 werd de Vereniging van Dienstplichtige Militairen (VVDM) opgericht, die zich als een belangenvereniging voor dienstplichtige soldaten ontwikkelde tot een serieuze gesprekspartner van de militaire en politieke leiding.

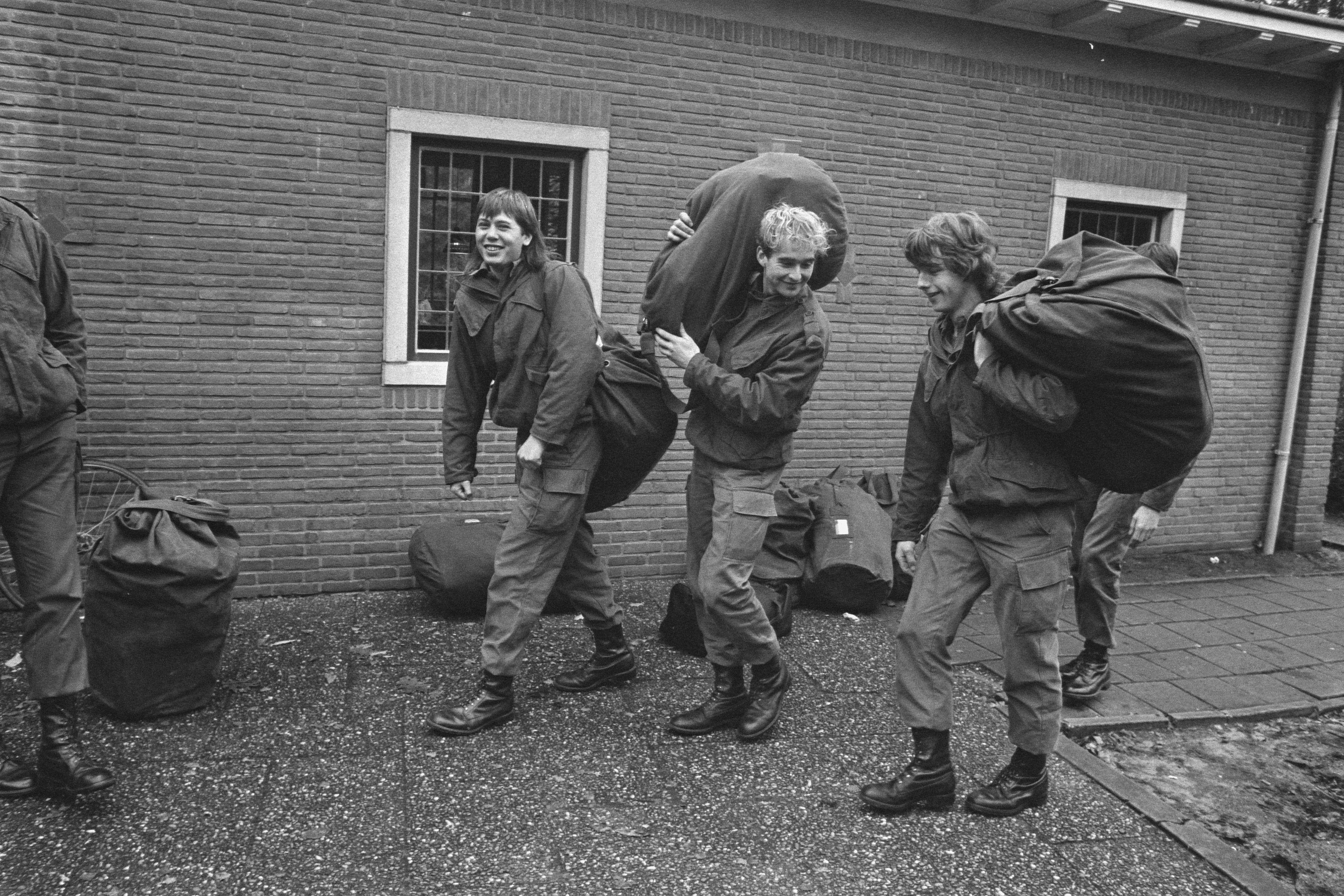
Dienstplichtigen op herhaling (1986)

Door diverse oorzaken kwam de militaire dienstplicht eind 20e eeuw steeds meer onder druk te staan.
1. Door het einde van de Koude Oorlog was het directe gevaar van een oorlog afgenomen.
2. In plaats daarvan werd het Nederlandse leger steeds vaker ingezet bij vredesoperaties die niet direct dienden ter verdediging van Nederlands grondgebied. De complexiteit en het gevaar van deze missies maakten de inzet van dienstplichtigen omstreden.
3. Er werd steeds vaker gewezen op een mogelijk discriminerend karakter van de dienstplicht. In een tijd waarin gelijke rechten en plichten voor iedereen steeds vanzelfsprekender werden, paste een plicht voor alleen mannen niet langer. Verder vond men de dienstplicht op basis van geslacht onverenigbaar met artikel 1 van de Nederlandse Grondwet. Dit bezwaar is vervallen nu sinds 1 januari 2020 ook voor vrouwen dienstplicht is ingevoerd.
4. Verder bestond er kritiek op het gegeven dat de opgeroepen dienstplichtigen na een basisopleiding van enkele weken weinig meer te doen hadden en de rest van hun dienstplicht in ledigheid doorbrachten. Niet alleen was dit verspilde tijd vanuit het oogpunt van de dienstplichtigen, maar op deze manier had ook de overheid weinig aan hen.

Per 1 januari 1997 is de Dienstplichtwet vervangen door de Kaderwet dienstplicht.
Door de Wet van 3 oktober 2018 tot wijziging van de Kaderwet dienstplicht en van de Wet gewetensbezwaren militaire dienst in verband met het van toepassing worden van de dienstplicht op vrouwen geldt sinds 1 januari 2020 voor vrouwen die na die datum de zeventienjarige leeftijd bereiken hetzelfde als voor mannen.

### Opschorting
In Nederland is sinds 1 mei 1997 de opkomstplicht officieel opgeschort. De Tweede Kamer heeft in mei 1993, bij aanvaarding van de Prioriteitennota, ingestemd met opschorting van de opkomstplicht. Sinds 22 augustus 1996 werden er al geen nieuwe dienstplichtigen meer opgeroepen. De opschorting wil zeggen dat burgers geen militaire dienst hoeven te vervullen zolang de veiligheidssituatie dat niet vereist. De Nederlandse krijgsmacht bestaat sindsdien volledig uit (vrijwillige) beroepsmilitairen. Wel krijgt iedere mannelijke en vrouwelijke staatsburger een dienstplichtbrief waarin wordt verteld dat hij/zij is ingeschreven, maar niet opkomstplichtig is. De dienstplicht is dus niet afgeschaft, alleen de opkomstplicht is opgeschort. De Kaderwet dienstplicht regelt dat opschorting en beëindiging daarvan bij Koninklijk Besluit wordt geregeld, maar dat wordt ingetrokken als de Staten-Generaal bezwaar maakt.
In het voorjaar 2008 waren er geluiden, onder andere in de VVD en in de krijgsmacht zelf (generaal Dick Berlijn), die wilden onderzoeken of de opkomstplicht weer zou moeten worden ingevoerd, vanwege de zware belasting op het beroepsleger door de vele uitzendingen naar conflictgebieden.
In 2016 stelde het CDA voor de opkomstplicht opnieuw in te voeren, te beginnen met jeugdige vandalen en andere 'raddraaiers', en later alle jongeren.

### Maatschappelijke dienstplicht
Ter vervanging van de militaire dienstplicht maken met name de ChristenUnie en het CDA zich sterk voor de invoering van een maatschappelijke dienstplicht, die voor alle schoolverlaters zou moeten gelden. Jongeren zouden daarbij enige tijd werk verrichten bij een maatschappelijke instelling of project, of bij Defensie. Oud-CDA-leider Sybrand Buma stelt dat een dergelijke dienstplicht een 'disciplinerende werking' heeft en de 'gedeelde identiteit' versterkt. In het regeerakkoord van het kabinet-Rutte III was een 'maatschappelijke diensttijd' opgenomen, die echter vrijwillig is.

### Vrienden uit dienst
In Nederland zijn er, naar Amerikaans voorbeeld, verschillende online platforms ontstaan waar (voormalig) dienstplichtigen en beroepsmilitairen op zoek kunnen naar vrienden uit hun diensttijd. Met name de eerste groep is op zoek naar de dienstmaten waar ze een vaak betekenisvolle periode in hun leven mee hebben gedeeld. Ook genealogiesites maken dankbaar gebruik van geregistreerde informatie over mannen ('naam, rang en registratienummer') die in dienst zijn geweest.

## Curaçao, Aruba en Sint Maarten
Op Curaçao, Aruba en Sint Maarten bestaat een dienstplicht. Dienstplichtigen, die miliciens worden genoemd, moeten een jaar dienen bij de respectievelijke milities. Het eerste halfjaar van de opleiding is een algemene militaire opleiding. In het tweede halfjaar volgen de miliciens een vakopleiding. Wel is de opkomstplicht op Aruba opgeschort.

## België
De Zuidelijke Nederlanden werden in 1795 door Frankrijk geannexeerd. Door de Franse Wet van 5 september 1798 (19 fructidor VI) op de algemene dienstplicht, ook gekend als de wet Jourdan-Delbrel, werden alle jongemannen tussen 20 en 25 jaar opgenomen in het Franse bevrijdingsleger. Vooral de plattelandsbevolking verzette zich tegen deze conscriptie, in Vlaanderen bekend als de Boerenkrijg.
Het Franse systeem hield in dat door middel van loting werd bepaald wie effectief dienst moest nemen (de loteling). Na de verdrijving van de Fransen en de stichting van het Verenigd Koninkrijk der Nederlanden werd het stelsel in stand gehouden, de zogenaamde Nationale Militie. Na de onafhankelijkheid werd ook het Belgisch leger gevormd uit vrijwilligers en conscriptie van lotelingen. Vanaf de leeftijd van 20 jaar werd elke jongeman op 1 maart opgeroepen naar het rekruteringsbureau. Daar moesten de jonge mannen een nummer trekken. Wie ingeloot was, moest dienstplicht doen, terwijl een hoog nummer vrijstelling betekende. Dit systeem, dat vermogende of verzekerde rekruten toeliet om (tegen vergoeding) een vrijwillige plaatsvervanger te sturen, werd gehekeld bij de lagere en middenklasse. Een afschaffing van de loting stond lang ter discussie in het Belgische parlement. Na het gevaar van de Frans-Duitse Oorlog van 1870, wilden Koning Leopold II en minister van Oorlog Henri Guillaume het systeem hervormen, maar zonder succes. In 1909 was het vervangen door de dienstplicht voor één zoon per gezin. Het oorlogsklimaat zorgde vier jaar later, op 30 augustus 1913 (één jaar voor de Duitse invasie in augustus 1914), voor de invoering van een algemene dienstplicht voor mannen.
Na de Tweede Wereldoorlog vervulden vele dienstplichtigen hun legerdienst bij de Belgische strijdkrachten in Duitsland. Om de dienstplichtige soldaten te ondersteunen had onder andere de katholieke beweging het sociaal netwerk "Milac" uitgebouwd. Vanaf 1963 konden gewetensbezwaarden een burgerdienst vervullen. In 1992 werd de dienstplicht onder minister Leo Delcroix opgeschort en sindsdien worden er geen dienstplichtigen meer opgeroepen. De dienstplichtwet is niet meer van toepassing op lichtingen na die van 1993. Op 5 februari 1995 zwaaiden de laatste dienstplichtigen af.

## Overige EU-landen

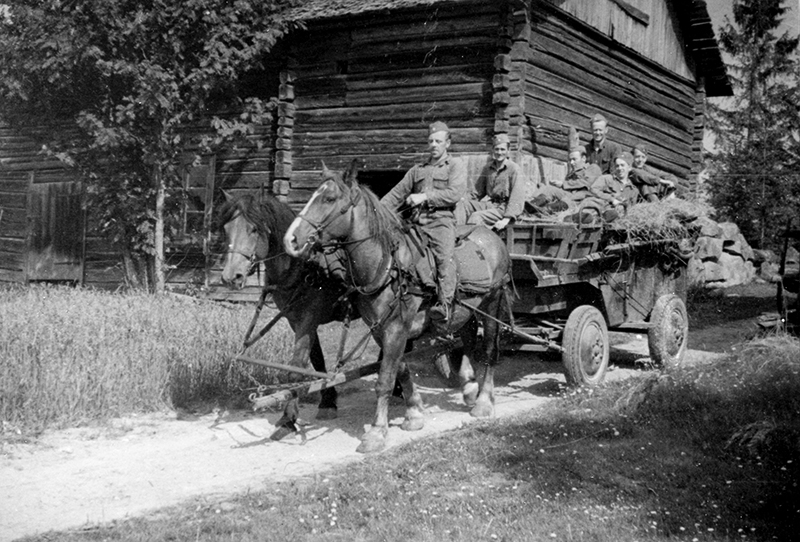
Zweedse dienstplichtigen (circa 1918-1920).

- Duitsland schafte op 1 juli 2011 als een van de laatste landen van de Europese Unie de gedwongen opkomst af.[15]
- Oostenrijk hield op 20 januari 2013 een referendum over afschaffing.[16] Bijna 60% van de deelnemers bleek tegen de komst van een beroepsleger.[17]
- Acht landen binnen de Europese Unie kennen de militaire dienstplicht, te weten: Cyprus, Denemarken, Estland, Finland, Griekenland, Litouwen, Oostenrijk en Zweden.
- Ook andere landen, zoals Duitsland, Frankrijk en Polen, overwegen herinvoering van de dienstplicht.
- Kroatië schafte de dienstplicht in 2008 af, en zal die in 2025 opnieuw invoeren.[18]

## Verenigd Koninkrijk
Dienstplicht bestond in het Verenigd Koninkrijk van 1916 tot 1919 en van 1939 tot 1963. De dienstplicht gold in de eerste periode niet voor ingezetenen van Ierland en in de tweede periode niet voor ingezetenen van Noord-Ierland; van 1942-1945 waren ook vrouwen dienstplichtig.

## Rusland
Mannen van 18 tot 30 kunnen worden gerekruteerd, met een aantal uitzonderingsgronden. De militaire dienstplicht heeft een slechte reputatie in Rusland, vanwege berichten over extreem hardhandige ontgroening (dedovsjtsjina). Deze ontgroening leidt ieder jaar tot incidenten met als gevolg ernstige gezondheidsschade, psychische problemen, en zelfs dodelijke incidenten en zelfmoorden. De geweldscultuur is binnen de krijgsmacht een hardnekkig fenomeen. Daarnaast waren er berichten van slechte levensomstandigheden, alsmede berichten in de media over de inzet van gewone dienstplichtigen voor de riskantste militaire operaties. Veel jonge mannen hebben geen zin in militaire dienstplicht en kiezen voor alternatieve vormen van dienstvervulling of ontduiking. Sommige media beweren dat de meeste van deze mannen niet willen dienen uit angst. Illegale ontduiking van de dienstplicht kan in Rusland worden bestraft met een geldboete, taakstraf of gevangenisstraf (tot twee jaar), volgens artikel 328 van het Russisch wetboek van strafrecht.
Russische mannen die onder dienstplicht vallen, kunnen in plaats van militaire dienstplicht ook kiezen voor 'alternatieve burgerlijke dienstplicht', op basis van hun (geloofs-) overtuiging. Deze dienst moet worden vervuld bij een ministerie of organisatie in de publieke sector; in de praktijk blijkt dit vaak te gaan om instellingen die moeilijk aan voldoende personeel kunnen komen. Het Ministerie van werk en sociale zaken van Rusland publiceert jaarlijks een lijst met beroepen, die dienstplichtigen mogen beoefenen; in 2021 bevatte deze lijst 124 verschillende beroepen. Op deze lijst staan alleen niet-militaire beroepen zoals postbode, kok, arts, leraar, programmeur, toneelmedewerker, tuinder. Bij de keuze/uitzending wordt er gekeken naar het opleidingsniveau en eventuele werkervaring van de dienstplichtige, zodat hij nuttig ingezet wordt. Ook kan een dienstplichtige ervoor kiezen om zijn plicht te vervullen bij overheidsinstanties die bezig zijn met ordehandhaving of veiligheid, zoals de politie, douane, justitiële uitvoeringdienst, bewaking, of brandweer.
In Rusland is sinds 1 januari 2008 de dienstplicht teruggebracht tot een jaar, daarvoor was dit twee jaar, gelijktijdig zijn sommige uitzonderingen op de dienstplicht afgeschaft; dit werd gedaan zodat minder mensen extra lang gingen studeren om onder de dienstplicht uit te komen. Het idee erachter is dat bij een kortere dienstplichtsduur meer mensen bereid zouden zijn om te dienen. Bovendien hoopte men (tevergeefs) dat dit de hardhandigheid van de dedovsjtsjina zou verminderen omdat er minder verschil tussen oudgedienden en nieuwkomers zou zijn.

## Vrijstelling en ontduiking van de militaire dienstplicht

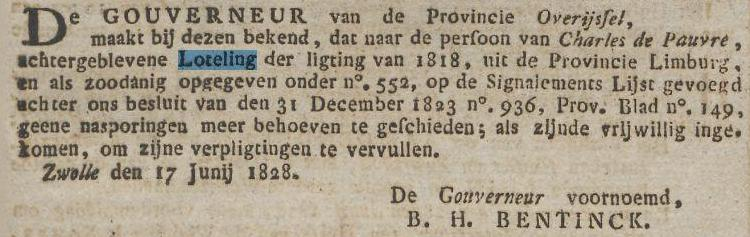
Bericht over een loteling die zich in 1828 tien jaar te laat meldde voor dienst

Sommige mensen zien hun militaire dienst als een belangrijke stap in hun vorming tot volwassene, zien het vervullen ervan als morele plicht of leggen zich erbij neer omdat hun leeftijdgenoten nu eenmaal ook gerekruteerd worden. Anderen zien het echter als een hinderlijke onderbreking van hun levensplannen of hebben morele dan wel politieke bezwaren: voor ernstige morele bezwaren, zoals bijvoorbeeld benadrukt 
door pacifisten zijn wettelijke regelingen tot stand gekomen om tegemoet te komen aan gewetensbezwaren. Politieke bezwaren tegen de vervulling van de militaire dienstplicht, zoals bijvoorbeeld anarchisten die hebben, worden echter in geen enkele staat die de militaire dienstplicht kent gehonoreerd. Andere redenen om de dienstplicht te willen ontlopen zijn slechte omstandigheden in het leger, angst om in een oorlog te worden ingezet en ontgroening door oudere lichtingen.
Waar de dienstplicht geldt, gelden vaak eveneens vrijstellingen, op grond van de nationale dienstplichtwet of in de praktijk. Veelvoorkomende vrijstellingsgronden zijn:
- Ongeschikt bevinden worden (in de volksmond ¨afgekeurd worden¨) bij de medische keuring m.b.t. de fysieke geschiktheid en de psychische keuring m.b.t. de geestelijke gesteldheid (waarbij met name relevant Intelligentie en Stabiliteit) of een medisch certificaat van ongeschiktheid kunnen overleggen.
- Familieomstandigheden, waaronder het feit dat één of meer broers in het gezin al eerder in actieve dienst hebben gediend (broederdienst).
- Het (fulltime) volgen van een studie of (hogere) opleiding.
- Het bezitten van de doctorstitel, het volgen van een opleiding die hiertoe leidt, het verrichten van onderzoek, of het schrijven van een proefschrift.
- De gezinssituatie, bijvoorbeeld enig kind of enige kostwinner zijn, of (kleine) kinderen hebben.
- Homoseksualiteit. In sommige landen bestaat een aversie tegen homoseksuelen in het leger of beschouwt men homoseksualiteit als psychische stoornis en daarmee als medische afkeuringsgrond (vergelijkbaar met de S5 in Nederland).
- Soms was het mogelijk een woonplaats te kiezen waar een afwijkend regime gold waardoor men niet in dienst werd opgeroepen, bijvoorbeeld Neutraal Moresnet of West-Berlijn.
- Het vervullen van een belangrijk geachte functie, eventueel met militair nut (leraren, artsen, werknemers in de oorlogsindustrie, chemici, etc.).

Hoewel sommige banen kunnen kwalificeren voor vrijstelling van de dienstplicht, geldt het hebben van een baan op zichzelf niet als vrijstellingsgrond. Reden hiervoor is dat men vaak al wordt opgeroepen voor men de kans heeft een (vaste) baan te vinden, of dat de overheid vindt dat men rekening moet houden met het worden opgeroepen voor dienstplicht. Wel kan het vervullen van dienstplicht eventueel een ontslagbescherming met zich meebrengen, bijvoorbeeld in de Verenigde Staten.
Vaak wordt de dienstplicht ook ontdoken. Ontduiking is meestal illegaal. Voorbeelden van ontduiking zijn:
- Vervalsing van een medisch certificaat van ongeschiktheid, inschrijfbewijzen bij universiteiten, of andere bewijsstukken (deze certificaten zijn veelal tegen betaling verkrijgbaar bij professionele vervalsers of corrupte artsen).
- Het benadelen van de eigen gezondheid teneinde te worden afgekeurd. In de Franse Tijd geschiedde dit bijvoorbeeld door het afhakken of afschieten van de wijsvinger, waardoor men geen musket meer kon bedienen.
- Niet komen opdagen na een oproep, onderduiken of naar het buitenland vluchten. Tijdens de Vietnamoorlog vluchtten bijvoorbeeld veel Amerikaanse dienstplichtigen naar Canada.

Openlijk weigeren om aan de dienstplicht te voldoen heet dienstweigering. Afhankelijk van het land, en van de redenen die de weigeraar aanvoert, kan dit legaal of illegaal zijn.
Ontduiking van de dienstplicht is in veel landen strafbaar en leidt vaak tot gevangenisstraf, waarna men alsnog direct uit de gevangenis in dienst moet. Ook worden in veel landen, met name op het platteland, dienstontduikers gestigmatiseerd, zodat er een sociale druk bestaat zich (alsnog) te melden. Wanneer een dienstontduiker zichzelf alsnog meldt, kan hij gekort worden op de straf of wordt de straf zelfs kwijtgescholden of wordt er afgezien van vervolging.

## Vrouwen
In de meeste landen zijn en waren vrouwen vrijgesteld van dienstplicht. In 2013 waren slechts in Benin,  China, Eritrea, Israël, Libië, Maleisië, Noorwegen, Noord-Korea, Soedan, Tsjaad en Tunesië vrouwen dienstplichtig. In Cuba is er dienstplicht voor mannen, maar vrouwen kunnen vrijwillig dienst nemen (zie: www.minfar.gob.cu/servicio-militar: "Todos los ciudadanos cubanos del sexo masculino están obligados a cumplir el Servicio Militar en la forma y términos que se establecen en la Ley de la Defensa Nacional, en el Decreto-Ley 224 y en las demás disposiciones que se establezcan a ese efecto.". Hetzelfde geldt in Bolivia (zie: www.la-razon.com/sociedad/2024/02/15/concluye-el-reclutamiento-del-primer-escalon-militar-2024)
Voor Nederland zie boven.
Sinds december 2021 dienen vrouwen in Oekraïne in bepaalde beroepsgroepen zich te registreren voor dienstplicht in allerlei niet-gevechtsrollen in crisissituaties. Toen enkele maanden later de Russische invasie van Oekraïne sinds 2022 begon, zijn veel vrouwen in allerlei ondersteunende rollen ingezet, terwijl daarnaast tienduizenden vrouwen zich vrijwillig hebben aangemeld om in de Oekraïense krijgsmacht mee te vechten of ondersteunende rollen te vervullen zoals hospik of in de logistiek. Zie voorts Vrouwen in de Oekraïense krijgsmacht § Dienstplicht.